# Lac Oualado-Débo
Le lac Oualado-Débo est un lac du Mali du delta central du Niger situé à proximité et au sud du lac Débo, avec lequel il communique une partie de l'année en période de crue du Niger.